# Bahnstrecke Neumünster–Flensburg
| | |                                                               |                                                               |
| Streckennummer (DB): | 1040 |                                                               |                                                               |
| Kursbuchstrecke (DB): | 134 (Kiel–Husum) 131 (Neumünster–Flensburg)                                                                 |                                                               |                                                               |
| Kursbuchstrecke: | 102a (1934) 101n, 102f Flensburg–Flensburg-Weiche (1934) 113a (1946) 113g Flensburg–Flensburg-Weiche (1946) |                                                               |                                                               |
| Streckenlänge: | 101,542 km                                                                                                  |                                                               |                                                               |
| Spurweite: | 1435 mm (Normalspur)                                                                                        |                                                               |                                                               |
| Streckenklasse: | D4 |                                                               |                                                               |
| Stromsystem: | 15 kV 16,7 Hz ~                                                                                             |                                                               |                                                               |
| Streckengeschwindigkeit: | 160 km/h |                                                               |                                                               |
| Zugbeeinflussung: | PZB |                                                               |                                                               |
| Zweigleisigkeit: | (durchgehend)                                                                                               |                                                               |                                                               |
| | |                                                               |                                                               |
| \| \| \| Flensburger Hafenbahn \| \| \| \| 177,305 \| Flensburg Alter Bahnhof \| Flensburg Alter Bahnhof \| \| \| \| \| \| \| \| 176,230 \| Flensburg (seit 1927) \| Flensburg (seit 1927) \| \| \| \| nach Kiel \| \| \| \| 174,900 \| Flensburg Wilhelminental (Awanst) \| Flensburg Wilhelminental (Awanst) \| \| \| \| von Fredericia \| \| \| \| \| Spedition Steckhan & Peters[1] \| \| \| \| 172,916 \| Flensburg Weiche (Pv bis 2014) \| Flensburg Weiche (Pv bis 2014) \| \| \| \| ehem. nach Lindholm \| \| \| \| \| ehem. nach Husum \| \| \| \| \| Holzkrug \| \| \| \| 168,210 \| Barderup \| Barderup \| \| \| 161,974 \| Tarp \| Tarp \| \| \| \| ehem. nach Husum (bis 1867) \| \| \| \| 156,750 \| Eggebek \| Eggebek \| \| \| \| von Husum (seit 1867) \| \| \| \| 149,427 \| Jübek \| Jübek \| \| \| 142,830 \| Schuby \| Schuby \| \| \| \| ehem. Schleswig-Klosterkruger Eisenbahn \| \| \| \| \| Schleswig-Friedrichsberg (bis 1869) \| \| \| \| 138,389 \| Schleswig (seit 1869) \| Schleswig (seit 1869) \| \| \| \| (neue Strecke ab 1905) \| \| \| \| \| \| \| \| \| \| ehem. von Oster-Ohrstedt (bis 1870) \| \| \| \| \| Klosterkrug (bis 1869) \| \| \| \| \| Fliegerhorst Schleswig \| (Anst) \| \| \| \| Jagel \| \| \| \| \| ehem. Schleswiger Kreisbahn nach Friedrichstadt \| \| \| \| 132,490 \| Lottorf \| Lottorf \| \| \| \| Kreisbahn von Eckernförde \| \| \| \| 125,410 \| Owschlag \| Owschlag \| \| \| 120,740 \| Alt Duvenstedt (bis 1. Okt. 1919 Duvenstedt, Pv bis Mai 1988) \| Alt Duvenstedt (bis 1. Okt. 1919 Duvenstedt, Pv bis Mai 1988) \| \| \| \| von Husum \| \| \| \| 115,350 \| Büdelsdorf[2] \| Büdelsdorf[2] \| \| \| \| Anschlussstrecke zum Ahlmannkai \| \| \| \| \| Eider \| \| \| \| \| von Rendsburg-Obereider (1,5 km, nur Gv)[3] \| \| \| \| 113,869 \| Rendsburg (ursprünglich Rendsburg-Glacis) \| Rendsburg (ursprünglich Rendsburg-Glacis) \| \| \| \| Anschluss Kanalhafen, Übergabe Rendsburger Kreisbahn \| \| \| \| \| (ehem. Trasse bis 1913) \| \| \| \| \| Rendsburger Schleife \| \| \| \| 109,800 \| Rendsburg Schleife (Üst) \| Rendsburg Schleife (Üst) \| \| \| \| \| \| \| \| \| \| \| \| \| \| Rendsburger Hochbrücke; Drehbrücken bis 1913 \| \| \| \| \| \| \| \| \| 106,500 \| Rendsburg Hochbrücke (Üst) \| Rendsburg Hochbrücke (Üst) \| \| \| 105,008 \| Osterrönfeld (Pv bis Mai 1962)[4] \| Osterrönfeld (Pv bis Mai 1962)[4] \| \| \| 104,390 \| Osterrönfeld (alter Bahnhof)[4] \| Osterrönfeld (alter Bahnhof)[4] \| \| \| \| nach Rader Insel (bis etwa 1914) \| \| \| \| \| nach Kiel-Hassee (bis etwa 1914) \| \| \| \| \| nach Rader Insel \| \| \| \| \| nach Kiel-Hassee \| \| \| \| 99,530 \| Bokelholm \| Bokelholm \| \| \| 95,130 \| Bokel \| Bokel \| \| \| 88,866 \| Nortorf \| Nortorf \| \| \| 84,130 \| Aspe \| Aspe \| \| \| \| von Kiel \| \| \| \| \| von Heide \| \| \| \| \| von Ascheberg \| \| \| \| 74,688 \| Neumünster \| Neumünster \| \| \| \| nach Bad Oldesloe, nach Kaltenkirchen \| \| \| \| \| nach Hamburg \| \| \| \| \| \| \| \| Quellen: [5][6] \| \| \| \| | |                                                               |                                                               |
| Strecke (außer Betrieb) | | Flensburger Hafenbahn                                         | Flensburger Hafenbahn                                         |
| Bahnhof (Strecke außer Betrieb) | 177,305 | Flensburg Alter Bahnhof                                       | Flensburg Alter Bahnhof                                       |
| Abzweig ehemals geradeaus und von links · Strecke von rechts | |                                                               |                                                               |
| Strecke · Bahnhof | 176,230 | Flensburg (seit 1927)                                         | Flensburg (seit 1927)                                         |
| Strecke · Abzweig geradeaus und nach links | | nach Kiel                                                     | nach Kiel                                                     |
| Blockstelle · Strecke | 174,900 | Flensburg Wilhelminental (Awanst)                             | Flensburg Wilhelminental (Awanst)                             |
| Kreuzung geradeaus unten · Strecke nach rechts | | von Fredericia                                                | von Fredericia                                                |
| Abzweig geradeaus und ehemals von links | | Spedition Steckhan & Peters                                   | Spedition Steckhan & Peters                                   |
| Dienststation / Betriebs- oder Güterbahnhof | 172,916 | Flensburg Weiche (Pv bis 2014)                                | Flensburg Weiche (Pv bis 2014)                                |
| Abzweig geradeaus und ehemals nach rechts | | ehem. nach Lindholm                                           | ehem. nach Lindholm                                           |
| Abzweig geradeaus und ehemals nach rechts | | ehem. nach Husum                                              | ehem. nach Husum                                              |
| ehemaliger Bahnhof | | Holzkrug                                                      | Holzkrug                                                      |
| ehemaliger Haltepunkt / Haltestelle | 168,210 | Barderup                                                      | Barderup                                                      |
| Haltepunkt / Haltestelle | 161,974 | Tarp                                                          | Tarp                                                          |
| Abzweig geradeaus und ehemals nach rechts | | ehem. nach Husum (bis 1867)                                   | ehem. nach Husum (bis 1867)                                   |
| ehemaliger Bahnhof | 156,750 | Eggebek                                                       | Eggebek                                                       |
| Abzweig geradeaus und von rechts | | von Husum (seit 1867)                                         | von Husum (seit 1867)                                         |
| Bahnhof | 149,427 | Jübek                                                         | Jübek                                                         |
| ehemaliger Haltepunkt / Haltestelle | 142,830 | Schuby                                                        | Schuby                                                        |
| Strecke von links (außer Betrieb) · Kreuzung (Querstrecke außer Betrieb) | | ehem. Schleswig-Klosterkruger Eisenbahn                       | ehem. Schleswig-Klosterkruger Eisenbahn                       |
| Bahnhof (Strecke außer Betrieb) · Strecke | | Schleswig-Friedrichsberg (bis 1869)                           | Schleswig-Friedrichsberg (bis 1869)                           |
| Strecke (außer Betrieb) · Bahnhof | 138,389 | Schleswig (seit 1869)                                         | Schleswig (seit 1869)                                         |
| Strecke (außer Betrieb) · Abzweig ehemals geradeaus und nach links · Strecke von rechts | | (neue Strecke ab 1905)                                        | (neue Strecke ab 1905)                                        |
| Strecke | |                                                               |                                                               |
| Kreuzung (Strecken außer Betrieb) · Abzweig geradeaus und von rechts (Strecke außer Betrieb) · Strecke | | ehem. von Oster-Ohrstedt (bis 1870)                           | ehem. von Oster-Ohrstedt (bis 1870)                           |
| Strecke (außer Betrieb) · Bahnhof (Strecke außer Betrieb) · Strecke | | Klosterkrug (bis 1869)                                        | Klosterkrug (bis 1869)                                        |
| Abzweig geradeaus und nach rechts (Strecke außer Betrieb) · Strecke (außer Betrieb) · Strecke | | Fliegerhorst Schleswig                                        | (Anst)                                                        |
| Bahnhof (Strecke außer Betrieb) · Abzweig ehemals geradeaus und von links · Strecke nach rechts | | Jagel                                                         | Jagel                                                         |
| Strecke nach rechts (außer Betrieb) · Strecke | | ehem. Schleswiger Kreisbahn nach Friedrichstadt               | ehem. Schleswiger Kreisbahn nach Friedrichstadt               |
| ehemaliger Bahnhof | 132,490 | Lottorf                                                       | Lottorf                                                       |
| Abzweig geradeaus und ehemals von links | | Kreisbahn von Eckernförde                                     | Kreisbahn von Eckernförde                                     |
| Bahnhof | 125,410 | Owschlag                                                      | Owschlag                                                      |
| ehemaliger Haltepunkt / Haltestelle | 120,740 | Alt Duvenstedt (bis 1. Okt. 1919 Duvenstedt, Pv bis Mai 1988) | Alt Duvenstedt (bis 1. Okt. 1919 Duvenstedt, Pv bis Mai 1988) |
| Abzweig geradeaus und von rechts | | von Husum                                                     | von Husum                                                     |
| ehemaliger Bahnhof | 115,350 | Büdelsdorf                                                    | Büdelsdorf                                                    |
| Abzweig geradeaus und ehemals nach links | | Anschlussstrecke zum Ahlmannkai                               | Anschlussstrecke zum Ahlmannkai                               |
| Brücke über Wasserlauf | | Eider                                                         | Eider                                                         |
| Abzweig geradeaus und ehemals von links | | von Rendsburg-Obereider (1,5 km, nur Gv)                      | von Rendsburg-Obereider (1,5 km, nur Gv)                      |
| Bahnhof | 113,869 | Rendsburg (ursprünglich Rendsburg-Glacis)                     | Rendsburg (ursprünglich Rendsburg-Glacis)                     |
| Abzweig geradeaus und ehemals nach links | | Anschluss Kanalhafen, Übergabe Rendsburger Kreisbahn          | Anschluss Kanalhafen, Übergabe Rendsburger Kreisbahn          |
| Strecke von links (außer Betrieb) · Abzweig geradeaus und ehemals nach rechts | | (ehem. Trasse bis 1913)                                       | (ehem. Trasse bis 1913)                                       |
| Strecke (außer Betrieb) · Strecke · Strecke von rechts | | Rendsburger Schleife                                          | Rendsburger Schleife                                          |
| Strecke (außer Betrieb) · Überleitstelle / Spurwechsel · Strecke | 109,800 | Rendsburg Schleife (Üst)                                      | Rendsburg Schleife (Üst)                                      |
| Strecke (außer Betrieb) · Strecke nach links · Strecke nach rechts | |                                                               |                                                               |
| Strecke nach links (außer Betrieb) · Kreuzung (Querstrecke außer Betrieb) · Strecke von rechts (außer Betrieb) | |                                                               |                                                               |
| Strecke unter Wasserlauf | | Rendsburger Hochbrücke; Drehbrücken bis 1913                  | Rendsburger Hochbrücke; Drehbrücken bis 1913                  |
| Strecke Ende Hochstrecke · Strecke (außer Betrieb) | |                                                               |                                                               |
| Überleitstelle / Spurwechsel · Strecke (außer Betrieb) | 106,500 | Rendsburg Hochbrücke (Üst)                                    | Rendsburg Hochbrücke (Üst)                                    |
| Dienststation / Betriebs- oder Güterbahnhof · Strecke (außer Betrieb) | 105,008 | Osterrönfeld (Pv bis Mai 1962)                                | Osterrönfeld (Pv bis Mai 1962)                                |
| Strecke · Bahnhof (Strecke außer Betrieb) | 104,390 | Osterrönfeld (alter Bahnhof)                                  | Osterrönfeld (alter Bahnhof)                                  |
| Strecke · Abzweig geradeaus und nach links (Strecke außer Betrieb) | | nach Rader Insel (bis etwa 1914)                              | nach Rader Insel (bis etwa 1914)                              |
| Abzweig geradeaus und ehemals von links · Abzweig nach links und nach rechts (Strecke außer Betrieb) | | nach Kiel-Hassee (bis etwa 1914)                              | nach Kiel-Hassee (bis etwa 1914)                              |
| Abzweig geradeaus und ehemals nach links | | nach Rader Insel                                              | nach Rader Insel                                              |
| Abzweig geradeaus und nach links | | nach Kiel-Hassee                                              | nach Kiel-Hassee                                              |
| ehemaliger Bahnhof | 99,530 | Bokelholm                                                     | Bokelholm                                                     |
| ehemaliger Bahnhof | 95,130 | Bokel                                                         | Bokel                                                         |
| Bahnhof | 88,866 | Nortorf                                                       | Nortorf                                                       |
| ehemaliger Bahnhof | 84,130 | Aspe                                                          | Aspe                                                          |
| Abzweig geradeaus und von links | | von Kiel                                                      | von Kiel                                                      |
| Abzweig geradeaus und von rechts | | von Heide                                                     | von Heide                                                     |
| Abzweig geradeaus und ehemals von links | | von Ascheberg                                                 | von Ascheberg                                                 |
| Bahnhof | 74,688 | Neumünster                                                    | Neumünster                                                    |
| Abzweig geradeaus und nach links | | nach Bad Oldesloe, nach Kaltenkirchen                         | nach Bad Oldesloe, nach Kaltenkirchen                         |
| Strecke | | nach Hamburg                                                  | nach Hamburg                                                  |
| | |                                                               |                                                               |
| Quellen: | |                                                               |                                                               |

Die Bahnstrecke Neumünster–Flensburg ist als Teil der Jütlandlinie eine wichtige Nord-Süd-Eisenbahnverbindung Schleswig-Holsteins. Zusammen mit der von dieser Strecke in Jübek abzweigenden Strecke nach Husum und des in Rendsburg abzweigenden Streckenteils nach Kiel dient sie ebenfalls als wichtige Ost-West-Achse der Relation von Kiel (an der Ostküste) zur Marschbahn an der Westküste.

## Geschichte

### Entstehung

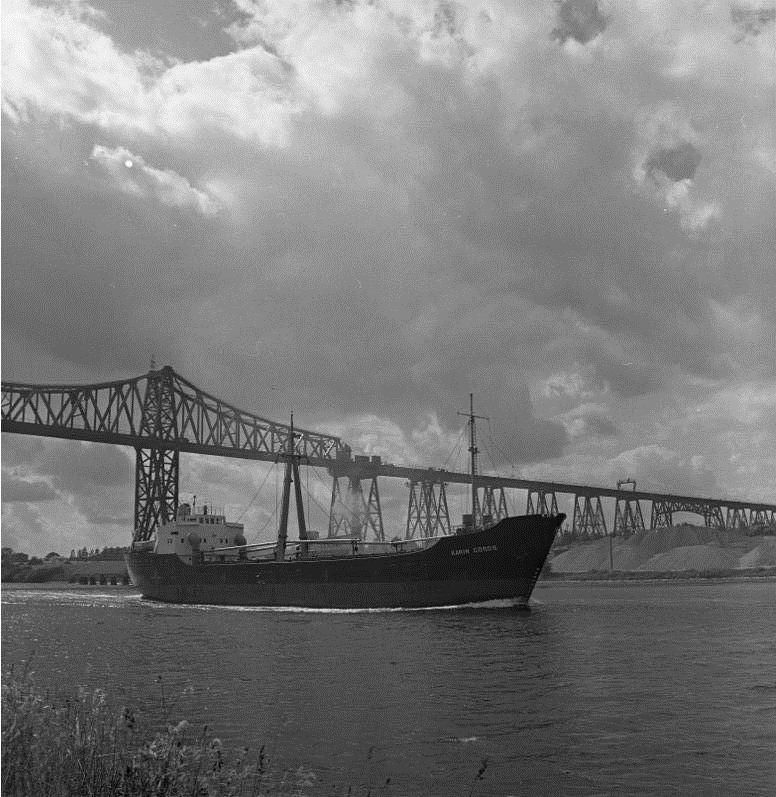
Eisenbahn-Hochbrücke bei Rendsburg, Juni 1961

Die Strecke ist nachträglich – nach der Annexion des Landesteils Schleswig durch Preußen – durch Umstrukturierung zu anderen Zwecken gebauter Teile entstanden. Als erstes war die rund 34 Kilometer lange, von regionalen Interessenten finanzierte Strecke der Rendsburg-Neumünsterschen Eisenbahn-Gesellschaft zwischen Neumünster und Rendsburg-Glacis als Jütlandlinie am 18. September 1845 eröffnet worden. Ihr folgte am 1. Januar 1847 der Anschluss der Hafenbahn von Rendsburg-Glacis bis Rendsburg-Obereider. Diese Strecken wurden zum 1. Januar 1864 in das Eigentum der Altona-Kieler Eisenbahn-Gesellschaft integriert.
Am 1. April 1854 wurde auf der Bahnstrecke Flensburg–Tönning zunächst vom außerhalb der Stadt gelegenen Holzkrug, ab dem 4. Oktober vom in der Stadt befindlichen, später Englischer Bahnhof genannten Kopfbahnhof der Betrieb aufgenommen. Dieser Bahnhof am Südende der Flensburger Förde in der Flensburger Altstadt wurde am 25. Oktober vom dänischen König Frederik VII, dem Namenspatron der Eisenbahnstrecke, feierlich dem Betrieb übergeben.
Die Flensburg–Husum–Tönninger Eisenbahn (FHTE) baute die Strecke von Flensburg über Eggebek rechts der Treene nach Oster-Ohrstedt und von Ohrstedt nach Owschlag und Rendsburg auf rund 40 Kilometer Länge. Die Strecke wurde über Ohrstedt geführt, weil der Zweig über Husum nach Tönning für den Lebendviehtransport nach England wesentlicher Anlass des Bahnbaus durch die englische Firma Peto, Brassey and Betts war. Diese Bahngesellschaft baute 1854 die Hafenbahn in Flensburg in der Verlängerung der Streckenzufahrt zum englischen Bahnhof durch den Kopfbahnhof hindurch ins Hafengelände.

### Neustrukturen
Schleswig wurde von Klosterkrug aus mit einer fünf Kilometer langen Stichstrecke am 2. Juni 1858 angebunden, die Peto, Brassey and Betts baute. Nach dem Preußisch-Dänischen Krieg ging der Landesteil Schleswig an Preußen, die Strecke wurde umstrukturiert. Die Schleswigsche Eisenbahn baute mit der Firma Peto, Brassey and Betts zwischen 1867 und 1869 vom Südkopf des Bahnhofs Klosterkrug über Schleswig–Friedrichsberg und Jübek links der Treene nach Eggebek eine 23 Kilometer lange und somit 16,8 Kilometer kürzere Strecke und verlegte den Bahnhof Eggebek um 500 Meter nach Osten. Daneben entstand der Abschnitt Jübek–Sollbrück der heutigen Bahnstrecke Jübek–Husum.

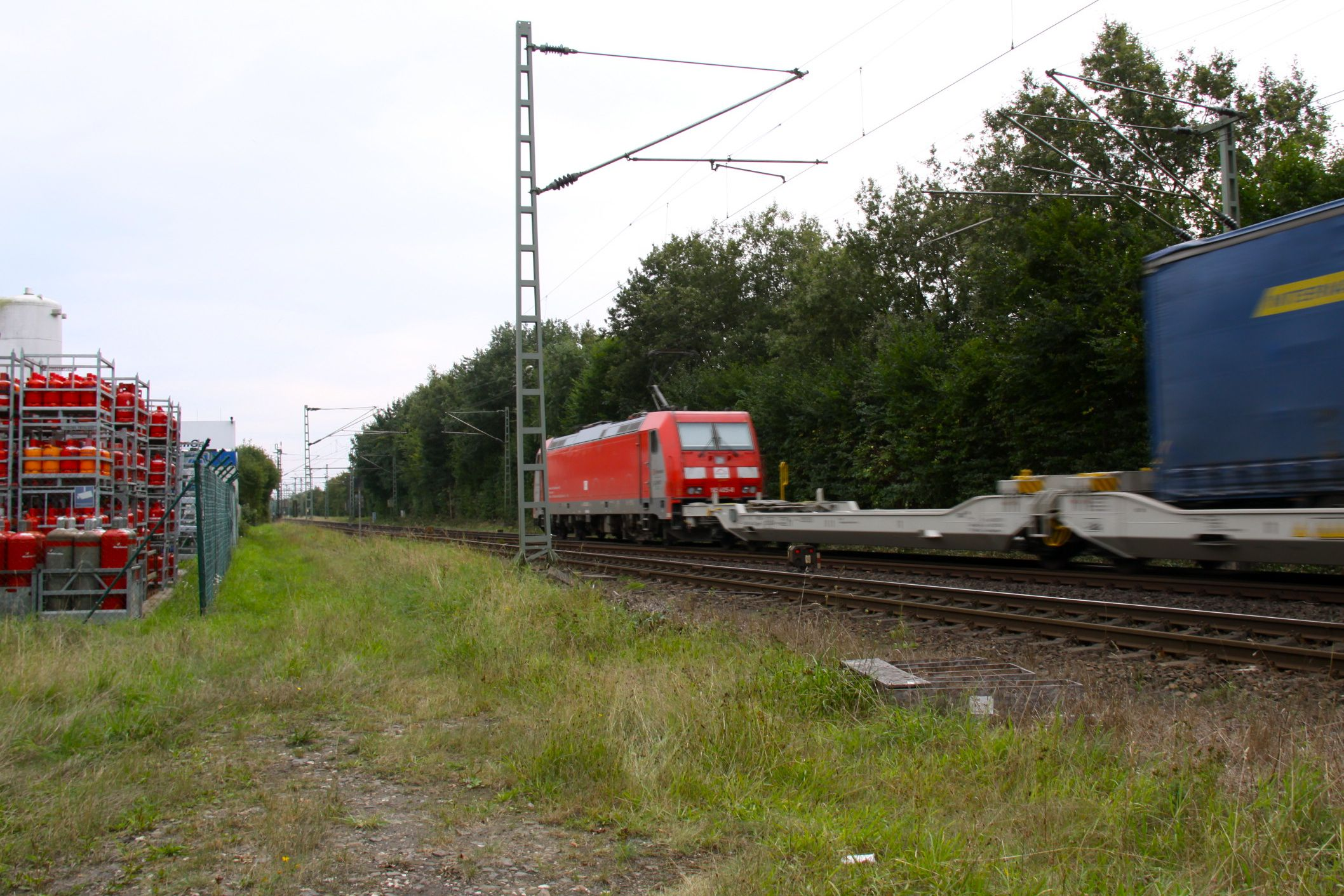
Betriebsbahnhof Osterrönfeld

1894 wurde der Kaiser-Wilhelm Kanal in Betrieb genommen. Die Eisenbahnstrecke überquerte ihn auf zwei eingleisigen Drehbrücken. Am 26. März 1898 eröffneten die Preußischen Staatsbahnen die Hafenbahn Rendsburg am damaligen Kaiser-Wilhelm-Kanal. In Vorbereitung der Kanalverbreiterung entstand die Rendsburger Hochbrücke. Sie wurde mit einer großen Schleife eingebunden, um den vorhandenen Rendsburger Bahnhof weiter zu nutzen; sie ging feierlich am 1. Dezember 1913 in Betrieb. Zudem musste der bisher auf dem Niveau des Kanals liegende Bahnhof Osterrönfeld (Alter Bahnhof) nun im Anschluss an die südliche Vorbrücke (Neuer Bahnhof) auf die entsprechende Höhe verlegt werden.
1927 entstand in Flensburg der heutige Bahnhof, der die beiden Kopfbahnhöfe an der Förde ablöste und mit einer großen Schleife um die städtischen Siedlungen eine Verbindung mit Dänemark ohne Lokwechsel erlaubt, aber auch die Wartungsaufgaben an den Eisenbahnfahrzeugen in das engere Stadtgebiet verlagerte.
Der planmäßige elektrische Zugbetrieb wurde am 17. März 1996 aufgenommen.

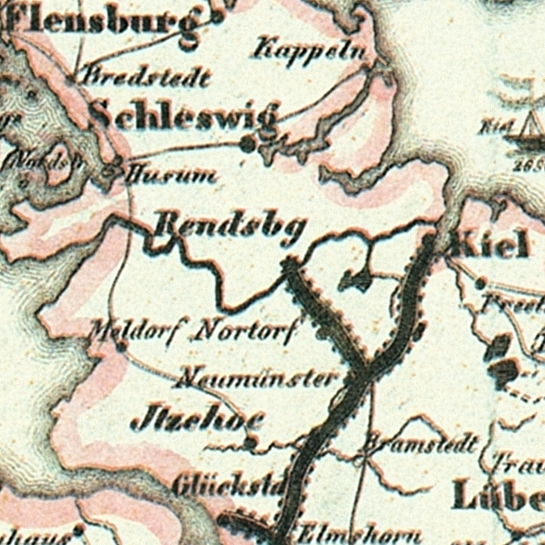
1849
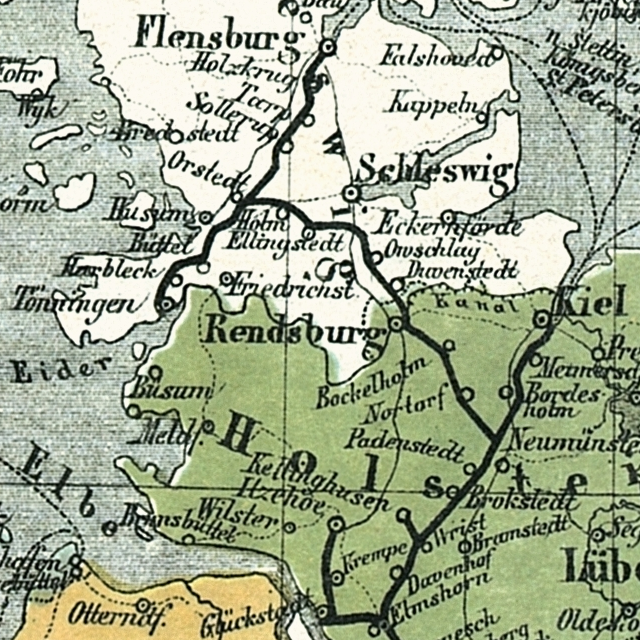
1861
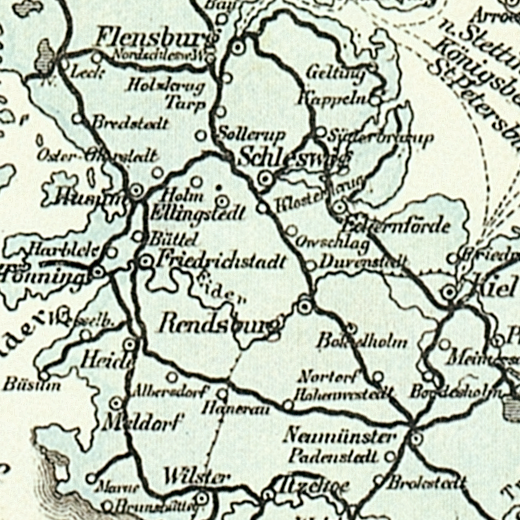
1899

## Streckenbeschreibung
Die Strecke verläuft durch landwirtschaftlich geprägtes Flachland. Nennenswerte Kunstbauten sind die Rendsburger Hochbrücke und die Rendsburger Schleife. In Flensburg umfährt die Strecke seit 1927 die Stadt in einer großen Schleife am damaligen Stadtrand, um nach Dänemark fahrenden Zügen den Fahrtrichtungswechsel zu ersparen.
Neben den Ausgangspunkten der Strecke, Neumünster – hier Verbindung zur Bahnstrecke Hamburg-Altona–Kiel – und Flensburg (mit grenzüberschreitendem Verkehr nach Dänemark), bestehen heute die Trennungsbahnhöfe Osterrönfeld, wo die Bahnstrecke Kiel-Hassee–Osterrönfeld abzweigt, und Jübek nahe Schleswig. Dort zweigt die Bahnstrecke Jübek–Husum ab.
Die Bahnstrecke verlässt den Ausgangsbahnhof Neumünster und damit die Bahnstrecke Hamburg-Altona–Kiel geradlinig angelegt nordwestwärts Richtung Rendsburg und Nord-Ostsee-Kanal. Sie durchmisst dabei die östliche Holsteinische Geest. Mit der berühmten Rendsburger Hochbrücke wird der Schifffahrtskanal wie auch der Scheitelrücken der Geest passiert und Richtung Schleswig (Ortsteil Friedrichsberg (Schleswig)) in das Schleswig-Holsteinische Hügelland eingefahren. Weiter nordwestlich setzt die Bahnstrecke nun in die Niederung der Treene bei Eggebek über, verlässt die Gewässerfurche aber bereits nach Tarp Richtung Flensburger Förde.

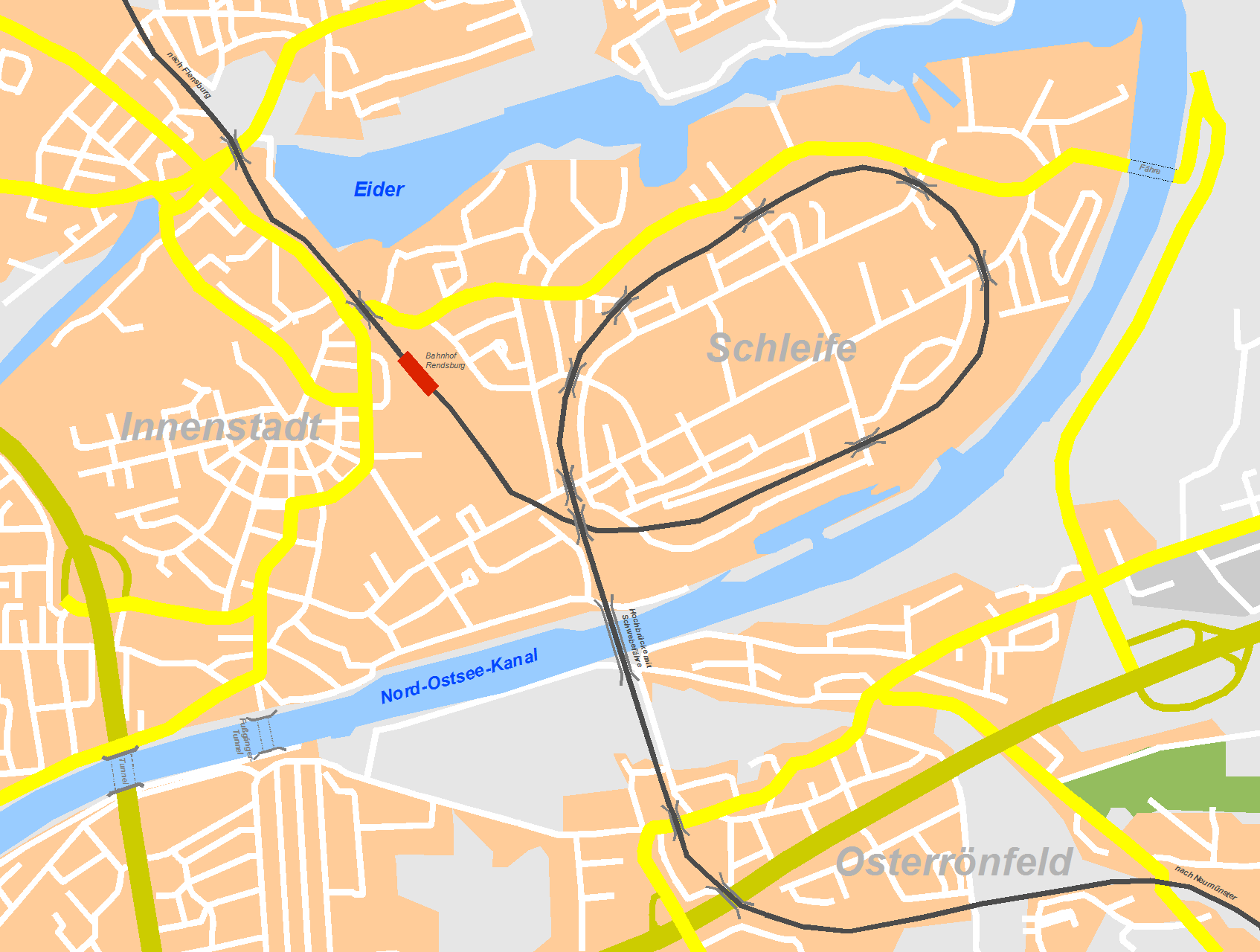
Rendsburger Schleife
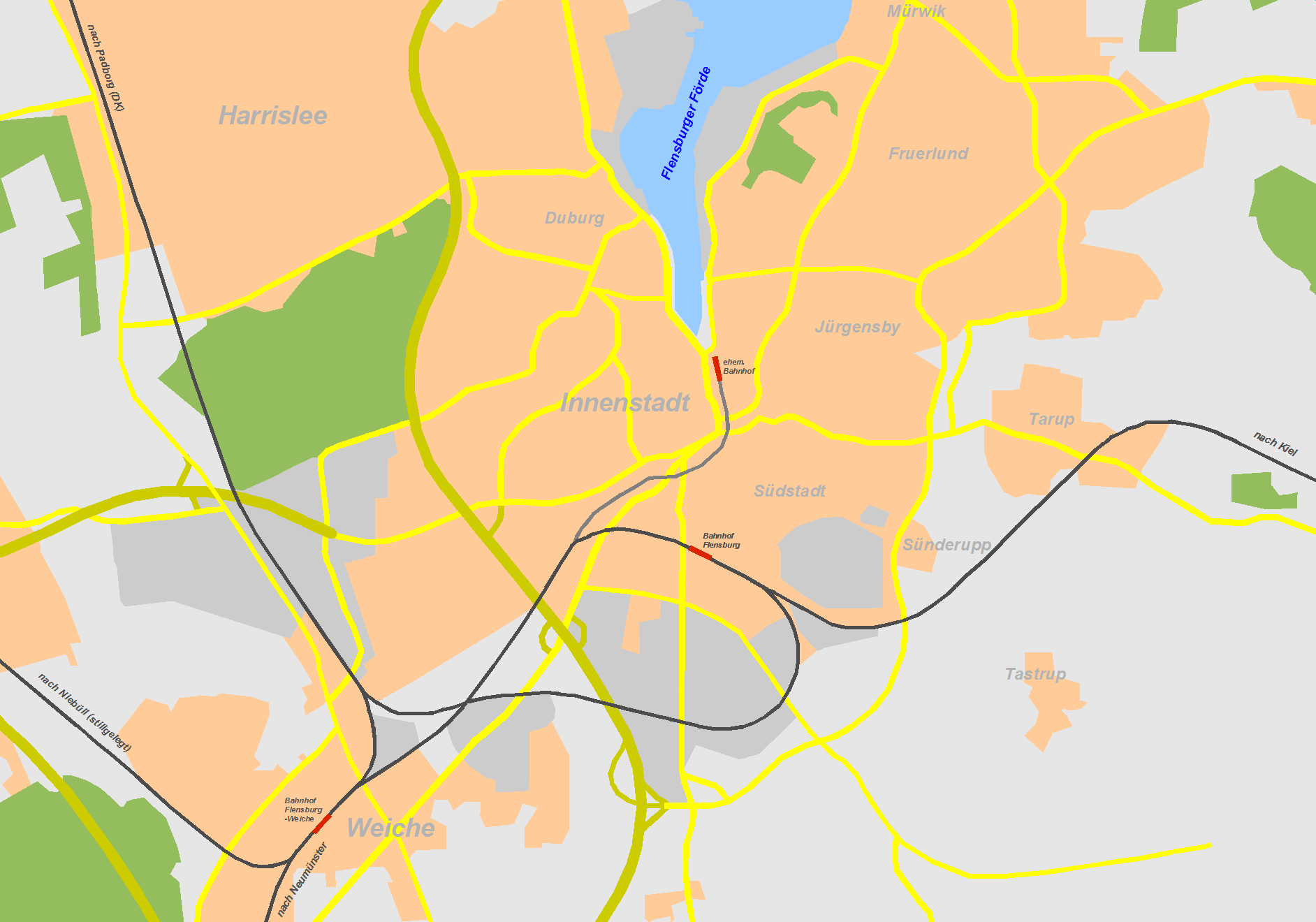
Flensburger Bahnanlagen
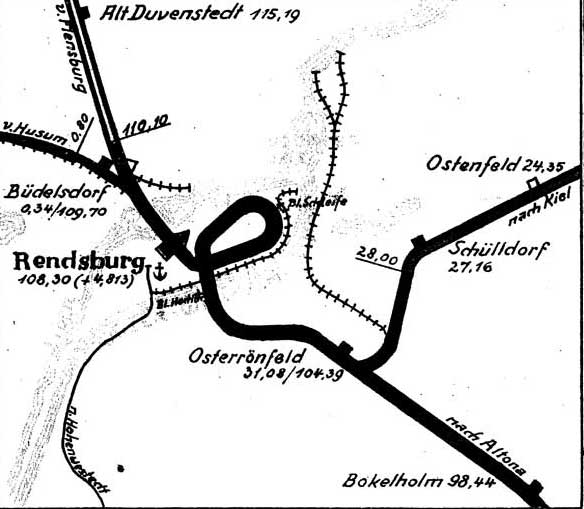
Streckenbild um den Bahnhof Rendsburg 1925
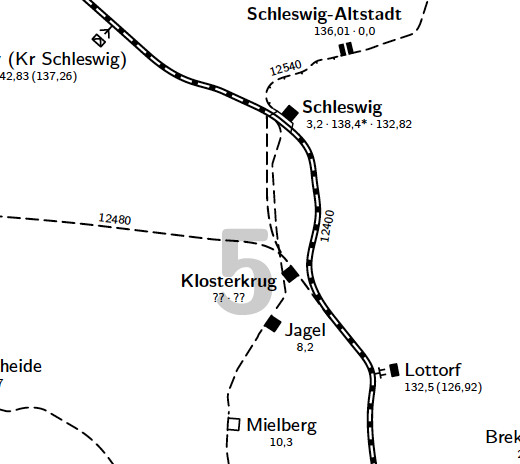
Umgebung Bahnhof Schleswig

## Betrieb

### Fernverkehr

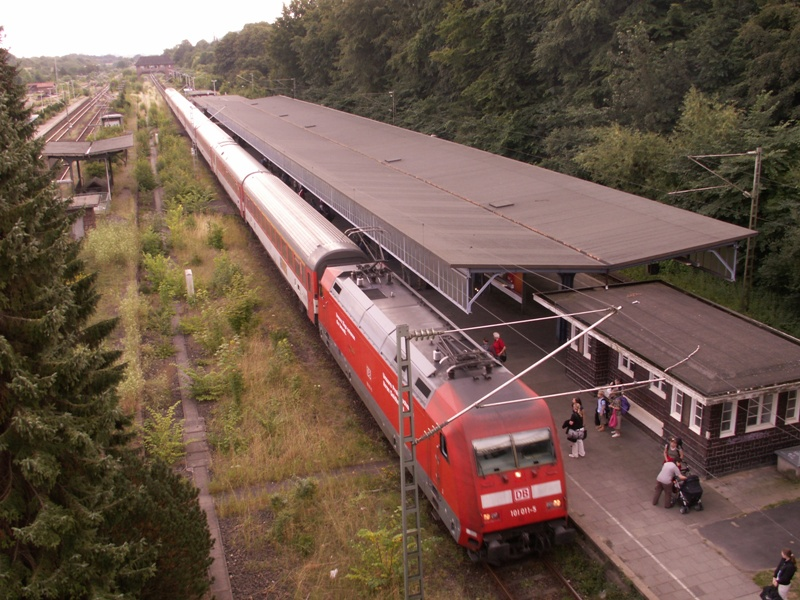
Durch ICE ersetzt: EuroCity Aarhus–Hamburg–Prag

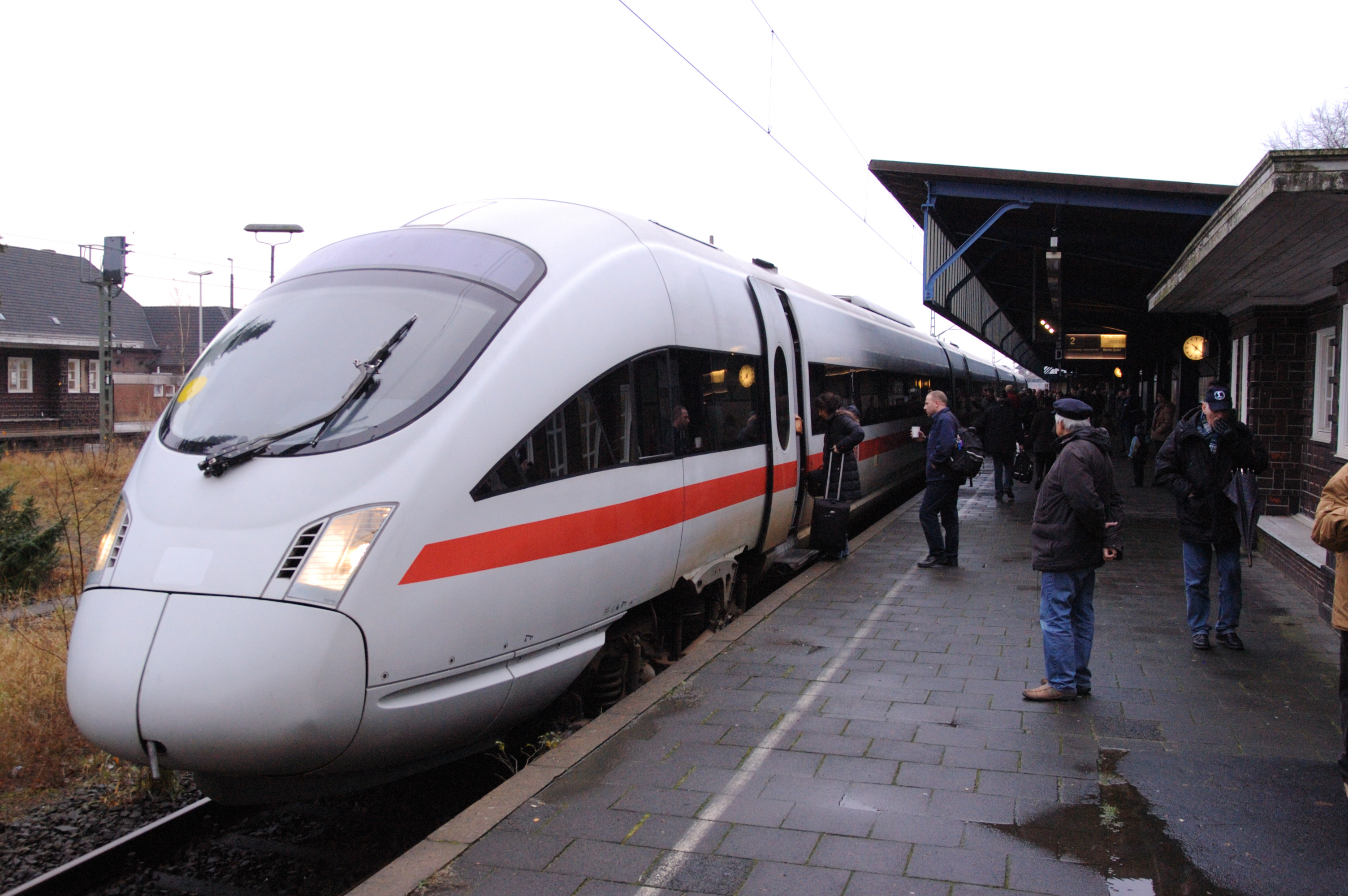
Erster ICE in Flensburg Hbf

Bis 2002 bestand eine Interregio-Verbindung zwischen Flensburg und Hannover (siehe Liste). Nach Einstellung dieser Verbindung bestellte das Land Schleswig-Holstein nach kurzfristiger Ausschreibung einen Ersatzverkehr bei der Privatbahn Flex Verkehrs-AG. Diese nahm den Betrieb mit modernen Elektrolokomotiven der Baureihe ES64U2 Taurus von Siemens Dispolok und gebrauchten Reisezugwagen auf. Die als Flensburg-Express (FLEX) bezeichnete Interregio-Ersatzleistung wurde im Fahrplan unter der Zuggattung FLX geführt.
Nach Insolvenz der Flex Verkehrs-AG betrieb die Nord-Ostsee-Bahn (NOB) bis zum Dezember 2005 dieses Zugangebot alle zwei Stunden von Padborg (DK) nach Hamburg Hauptbahnhof mit Halten in Flensburg, Tarp, Schleswig, Rendsburg, Nortorf, Neumünster und Elmshorn. Seit Dezember 2005 wurde dieser Verkehr wieder von der DB Regionalbahn Schleswig-Holstein als „Schleswig-Holstein-Express“ bedient. Seit dem Fahrplanwechsel im Dezember 2010 fahren die Züge nur noch bis Flensburg.
Im Fernverkehr benutzten vom Dezember 2007 bis Dezember 2015 Intercity-Express-Züge der Relation Aarhus–Hamburg–Berlin diese Strecke mit Halten in Flensburg, Schleswig, Rendsburg und Neumünster. Am 9. Dezember 2007 rollte mit dem ICE-TD von Aarhus nach Berlin Ostbahnhof der erste fahrplanmäßige ICE im Flensburger Bahnhof ein. 2024 verkehren im Zweistundentakt EC-Züge von Hamburg nach Kopenhagen mit Halt in Schleswig über diese Strecke sowie ein Eurocity-Zugpaar von Flensburg über Hamburg und Berlin nach Prag.
Außerdem stellten Intercity-Züge freitags Direktverbindungen von Flensburg nach München und Köln her (ebenfalls mit Halten in Schleswig, Rendsburg und Neumünster). Sonntags verkehrten IC-Züge aus Berlin und Schwarzach-St. Veit nach Flensburg. Auf dem Nebenast Husum–Jübek kam es lediglich zu Intercity-Verkehr, wenn wegen Bauarbeiten eine Umleitung der Züge auf die Marschbahn entlang der Westküste nötig wurde.
Ein CityNightLine-Zug der Relation Kopenhagen–München fuhr bis 2014 über die Strecke mit Halten in Flensburg und Neumünster.

### Regionalverkehr

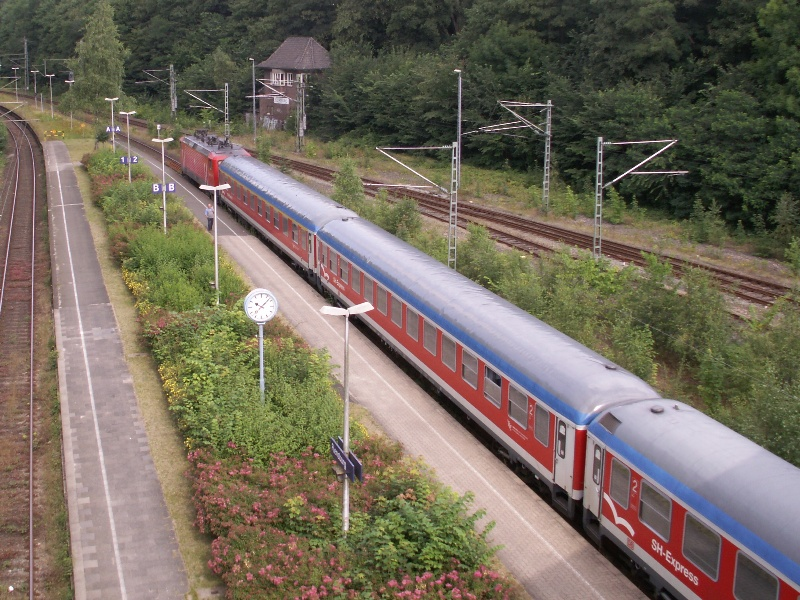
Der SH-Express im Flensburger Hbf (2007)

Die DB Regio AG fährt im Regionalverkehr zwischen Hamburg, Neumünster und Flensburg mit Regional-Express-Zügen im Stundentakt. Ebenso befährt sie mit der Linie RE74 Husum–Kiel den Streckenabschnitt Rendsburg–Jübek mit Dieseltriebwagen der Baureihe 648 im Stundentakt. Während der Kieler Woche wird das Zugangebot verstärkt, so dass teilweise lokbespannte Züge zum Einsatz kommen.
| Linie | Linienverlauf                                           |
| ----- | ------------------------------------------------------- |
| RE 7  | Flensburg – Rendsburg – Neumünster – Elmshorn – Hamburg |
| RE 74 | Husum – Jübek – Schleswig – Rendsburg – Kiel            |

### Güterverkehr
Die Strecke ist im Güterverkehr Teil der Hauptverbindung von Deutschland (Rangierbahnhof Maschen) nach Dänemark und Schweden und sollte daher als erste für 835 Meter lange Züge hergerichtet werden. Dazu musste die Signaltechnik angepasst werden. Bislang waren auf dieser Strecke nur 670 Meter lange Züge möglich, deutschlandweit lag die Höchstgrenze bei 740 Metern. Im November 2012 fuhr der erste derartige Zug. Als Lokomotiven kommen meistens Elektrolokomotiven der Baureihe 185, Hector Rail 241 oder DSB EG zum Einsatz.

## Ausbaupläne
Im August 2018 wurden Pläne bekannt, den ehemaligen Bahnhof Büdelsdorf als neuen Halt zu errichten.
Die Strecke soll bis 2025 mit ETCS ausgerüstet werden. Möglichst große Abschnitte sollen dabei mit ETCS Level 2 ausgerüstet werden.